# 英国皇家特许管理会计师公会
英国皇家特许管理会计师公会（英語：Chartered Institute of Management Accountants），是一家总部位于英国的专业机构，提供管理会计及相关学科的培训和资格认证。它专注于在行业工作的会计师，并为会员提供持续的支持和培训。
CIMA 是英国和爱尔兰会计师的专业协会之一。它的重心在于发展管理会计专业。 CIMA 是世界上最大的管理会计机构，2020 年拥有 115,000 名会员和 6,500 名 CGMA 学生。  CIMA 也是国际会计师联合会的成员。

## 历史
CIMA 成立于 1919 年 3 月，前身是成本与管理会计师工会，由一群法律专业人士和商人组成，他们希望开发一种会计方法来满足快速变化的商业世界的需求。工业化导致了大规模、复杂的业务，这给管理带来了前所未有的挑战。雇主需要一种新形式的内部会计师，以提供除账目之外的更好的成本和运营分析，以便于为绩效管理提供信息。新机构很快得到了行业领军人物的支持，包括之后成为主席的 Leverhulme 勋爵。
技术和全球化的进步使 20 世纪的商业变得更加复杂，会计师在商业中的作用变得更加重要。会计师的職責不斷扩展，包括提供各類型的信息，并且重心从会计转移到了管理。
在1975年，管理会计被授予皇家特许后，其作为会计职业的一个独特分支的地位得到承认。

## 活动
CIMA 为准会员制定了标准的资格考试计划。它通过其研究基金会来促进当地教育、培训和管理发展业务以及新技术，并且通过出版物和其他媒体相关活动传播管理会计实务。 CIMA 一直积极参与前东欧国家的近期的教育和职业计划。它出版月刊，免费提供给会员和注册学生，名为“Financial Management”。
CIMA 被英国和多个海外政府认可为用于各种法定目的的专业会计机构。该机构通过行为准则、纪律委员会和持续专业提升教育计划来规范其成员的活动。其理事机构是理事会，由从区域分支机构中选出的成员组成。每个分支机构都有一个委员会，负责大部分“底层”活动。资质提升等活动由伦敦总部进行。
2011 年，CIMA 离开 CCAB。 
2012 年，CIMA 与美国注册会计师协会（American Institute of Certified Public Accountants）共同创立了 全球特许管理会计师（CGMA）头衔。该头衔旨在表彰最有才华和忠诚的管理会计师。 CGMA 是世界上持有最广泛的管理会计头衔，人数超过 150,000 名；它在教育上等同于硕士学位。该头衔建立在广泛的全球研究的基础上，以保持与雇主的需求有紧密的相关性并培养最需要的能力。 CGMA 专业人士是商业战略家，他们可以将董事会的目标与组织的目标联系起来，指导关键的商业决策并创造可持续的商业成功模式。
2014年，CIMA与美国注册会计师协会共同推出了《全球管理会计准则（准测）》。这些准则得到了英国商界领袖的认可，其中包括：BAE Systems 的首席执行官 Lan King先生和商业创新与技能部，金融与商业部主任 Howard Orme。  CGMA 能力框架也在 2014 年推出。该框架展示了管理会计师完成工作所需的技术、会计和财务技能范围，包括四个知识领域：技术技能、商业技能、人际交往能力和领导技能，所有这些都以道德、诚信和专业精神为基础。
2016年，CIMA赞助创建了世界上第一个管理会计准则：《管理会计准则指南》。该标准由英国标准协会发布，编纂了最佳决策实践的通用框架。包括 Sky 、The Environment Agency、富士通、NHS 和西门子在内的组织都参与了其开发。它旨在作为管理会计的最佳实践指南，使组织能够对其财务职能进行基准测试，并充分发挥管理会计的作用。该规范基于 CIMA 与美国注册会计师协会于 2014 年创建的《全球管理会计准则》。 
2017年，CIMA与美国注册会计师协会成立了国际注册专业会计师协会，以团结和加强全球会计行业。

## 会员资格
CIMA有两个等级的正式会员：
- ACMA （Associate of the Chartered Institute of Management Accountants）——代表特许管理会计师公会会员
- FCMA （Fellow of the Chartered Institute of Management Accountants）——代表特许管理会计师公会资深会员

允许 CIMA 会员或资深会员在其姓名后使用后缀字母 ACMA 或 FCMA 以及 CGMA（特许管理会计师）。
要被承认为会员（ACMA），候选人必须具备：
- 完成了至少三年的合格实践，由适当的证人记录和签名， [7]
- 通过了學會的 16 项资格考试（或经过验证的豁免），包括 2019 年教学大纲下的 3 项综合案例研究考试。 [8]

要成为资深会员（FCMA），候选人必须为 会员（ACMA），此外，还必须拥有适当的高级经验。
过去，CIMA 提供了不等于正式会员资格的会员形式，例如，在 1970 年代推广了“隶属”会员级别。

## 战略联盟
CIMA 成员有资格访问多个战略联盟，包括：
- 加速获得 Association of Corporate Treasurers（英语：Association of Corporate Treasurers）资格的途径
- 与 Society of Management Accountants of Canada（英语：Society of Management Accountants of Canada）达成相互承认协议
- 与 澳大利亚会计师公会达成相互承认协议
- 与 Institute of Chartered Accountants of Australia（英语：Institute of Chartered Accountants of Australia）达成战略联盟
- 与 新西兰特许会计师协会联合开展一项资格认证计划（2006年9月26日）
- 与 Institute of Cost Accountants of India（英语：Institute of Cost Accountants of India）签订谅解备忘录
- 与 Institute of Cost and Management Accountants of Pakistan（英语：Institute of Cost and Management Accountants of Pakistan）(ICMAP)达成战略联盟
- 与 American Institute of Certified Public Accountants合资建立并推广一个新的、国际认可的管理会计称号--特许全球管理会计师（CGMA）。
- 获得South African Institute of Chartered Accountants认可
- 对Chartered Institute of Public Finance and Accountancy（英语：Chartered Institute of Public Finance and Accountancy） (CIPFA)的会员加速获得特许全球管理会计师称号
- 对Institute of Chartered Accountants, Ghana (ICAG)的会员加速获得特许全球管理会计师称号